# Barka Emese
Barka Emese (Budapest, 1989. november 4. –) Európa-bajnok, világbajnoki bronzérmes szabadfogású magyar birkózó. 2015-ben Európai játékok-győztes lett.

## Sportpályafutása
Barka Emese a Csepeli BC színeiben sportol. Első felnőtt mezőnyben szerzett érme világversenyen a 2007-es szófiai Európa-bajnokságon volt, ahol bronzérmet szerzett. 2013-ban, a Tbilisziben rendezett kontinensviadalon megismételte ezt a teljesítményt. Ugyancsak 2013-ban az 59 kilogrammosok mezőnyében a kazanyi universiadén bronzérmes lett. Ugyanebben az évben a budapesti világbajnokságon 55 kilogramban bronzérmet szerzett. 2015-ben, a Bakuban első alkalommal megrendezett Európa-játékokon aranyérmes lett 58 kilogrammban. Abban az évben a legjobb női birkózónak választották Magyarországon. 2016-ban a 60 kilogrammos kategóriában bronzérmet nyert a nem olimpiai súlycsoportok számára megrendezett budapesti világbajnokságon. A 2017-es újvidéki Európa-bajnokságon ugyancsak bronzérmet szerzett. 2018 márciusában megnyerte a Szófiában 56. alkalommal megrendezett Dan Kolov- és Nikola Petrov-emlékversenyt az 57 kilogrammosok mezőnyében. 2018 májusában az oroszországi Kaszpijszkban rendezett Európa-bajnokságon negyedszer szerzett bronzérmet kontinensviadalon. A 2018-as budapesti világbajnokságon ugyancsak bronzérmes lett.
A 2019-es bukaresti Európa-bajnokságon Európa-bajnoki címet nyert. Az 57 kilogrammos súlycsoport döntőjében az ukrán Tetjana Kitet győzte le és lett ezzel a magyar birkózósport első női kontinensbajnoka. A 2019-es világbajnokságon a nyolcaddöntőben esett ki.
A sikertelen olimpiai kvalifikációt követően, 2021 májusában visszavonult a versenyzéstől.

## Nemzetközi eredményei
| Világbajnokság   | Világbajnokság     | Világbajnokság | Világbajnokság |
| Év               | Helyszín           | Érem           | Súlycsoport    |
| ---------------- | ------------------ | -------------- | -------------- |
| 2013             | Budapest ( HUN)    | Bronzérem      | 55 kg          |
| 2016             | Budapest ( HUN)    | Bronzérem      | 60 kg          |
| 2018             | Budapest ( HUN)    | Bronzérem      | 57 kg          |
| Európa-játékok   |                    |                |                |
| Év               | Helyszín           | Érem           | Súlycsoport    |
| 2015             | Baku ( AZE)        | Arany          | 58 kg          |
| Európa-bajnokság |                    |                |                |
| Év               | Helyszín           | Érem           | Súlycsoport    |
| 2007             | Szófia ( BUL)      | Bronz          | 51 kg          |
| 2013             | Tbiliszi ( Grúzia) | Bronz          | 55 kg          |
| 2017             | Újvidék ( SRB)     | Bronz          | 58 kg          |
| 2018             | Kaszpijszk ( RUS)  | Bronz          | 57 kg          |
| 2019             | Bukarest ( ROU)    | Arany          | 57 kg          |

## Díjai, elismerései
- Az év magyar birkózója (2015, 2018, 2020)[18][19][20]
- Budapest Főváros XVI. kerületének Ifjú Tehetsége (2012,[21] 2015,[22] 2019[23])